# Воля-Роговська
Воля-Роговська (пол. Wola Rogowska) — село в Польщі, у гміні Ветшиховиці Тарновського повіту Малопольського воєводства.
Населення — 469 осіб (2011).
У 1975-1998 роках село належало до Тарновського воєводства.

## Демографія
Демографічна структура станом на 31 березня 2011 року:
|          | Загалом | Допрацездатний вік | Працездатний вік | Постпрацездатний вік |
| -------- | ------- | ------------------ | ---------------- | -------------------- |
| Чоловіки | 237     | 35                 | 158              | 44                   |
| Жінки    | 232     | 43                 | 119              | 70                   |
| Разом    | 469     | 78                 | 277              | 114                  |